# Wang Xuance
Wang Xuance (chinois : 王玄策 ; pinyin : wáng xuáncè, VIIe siècle) est un diplomate et officier chinois de la dynastie Tang.
Il a notamment écrit (chinois traditionnel : 《中天竺國行記》 ; chinois simplifié : 《中天竺国行记》 ; pinyin : zhōngtiānzhú guó xíngjì ; litt. « mémoire de voyage au pays Zhong-Tianzhu ») aussi appelé (中天竺國行記圖 / 中天竺国图, zhōng tiānzhú guó tú (comptes rendus illustrés de l'Inde centrale), comprenant une mine d'informations géographiques, à la suite d'une mission diplomatique à Magadha.

## Mission diplomatique en Inde vers 648
Vers 648 Tang Taizong l'envoie sur le territoire de l'actuelle Inde en réponse à l'Empereur Harshavardhana (de ) qui avait envoyé un ambassadeur de Kanauj (sa capitale) en Chine en 641 et 658. Lorsqu'il voyage dans le voisinage de la capitale de Harsha qu'est la région Chine, Inde et Tibet, ainsi que la route de l'Inde à la Chine au travers du Tibet et du Népal, il est témoin d’effervescentes interactions politiques, religieuses et on pourrait présumer commerciales.
Dans les œuvres chinoises des Tangs, Aluonashun (zh) (阿羅那順 / 阿罗那顺, āluónàshùn, Arunashwa ou Aruṇāśa) y est vu comme l'usurpateur de Harsha. Des soldats que ce dernier envoie attaquent à son arrivée Wang Xuance et son entourage. La plupart des membres de la mission diplomatiques sont capturés ou tués à l'exception de Wang Xuance et de son second, Jiang Shiren (蒋师仁) qui fuient alors au Tibet. Ils réunissent alors 1 200 mercenaires et plus de 700 cavaliers népalais. et le roi du Népal est alors soumis à l'empereur tibétain Songtsen Gampo (Srong-brtsan sgam-po), l'alliance entre les 3 pays, s'étant faite lors de son mariage avec la princesse Bhrikuti, népalaise en 633 et en 641 avec son mariage à la princesse Wencheng chinoise alors soumis à ce dernier.
Il livrent une bataille continue à ce que les chinois appellent Dinafudi (sans doute Tirabhukti, au Nord du Bihar) pendant trois jours contre Arunashwa, d'après l'Ancien Livre des Tang (旧唐书 / 舊唐書, jiù táng shū). Les troupes de Wang Xuance écrasent leurs adversaires, plus de 3 000 sont décapités et plus de 10 000 périssent en se jetant à l'eau. Arunashwa, mais Jiang Shiren le rattrape et le capture. 2 000 hommes et femmes sont capturés, plus de 13 000 vaches et chevaux sont saisis, Grand maître de la cour fermée

## Œuvres
- Mémoire de voyage au pays Zhongtianzhu (chinois traditionnel : 《中天竺國行記》 ; chinois simplifié : 《中天竺国行记》 ; pinyin : zhōngtiānzhú guó xíngjì